# Eupithecia transcanadata
Eupithecia transcanadata là một loài bướm đêm trong họ Geometridae.